# Агдгомелаанткари
Агдгомелаанткари (груз. აღდგომელაანთკარი) — село в Грузии, на территории Мцхетского муниципалитета края (мхаре) Мцхета-Мтианети.

## География
Село находится в центральной части Грузии, на правом берегу реки Арагви, на расстоянии приблизительно 8 километров (по прямой) к северу от города Мцхета, административного центра края и муниципалитета. Абсолютная высота — 573 метра над уровнем моря.

## Население
По результатам официальной переписи населения 2014 года в Агдгомелаанткари проживал 431 человек (213 мужчин и 218 женщин). В национальной структуре населения грузины составляли 99,3 %.
| Год  | Население, человек |
| ---- | ------------------ |
| 2002 | 411                |
| 2014 | ↗ 431              |